# Peter van Noord
Peter van Noord (3 februari 1963) is een Nederlands basketbalcoach en ex-speler. In juli 2017 tekende van Noord een contract als hoofdcoach van de Den Helder Suns. Als speler speelde van Noord jaren in de Eredivisie, met onder andere Amstelveen, Flamingo's Haarlem, Den Helder en Meppel.